# Bayramdüğün, Eskil
Bayramdüğün là một xã thuộc huyện Eskil, tỉnh Aksaray, Thổ Nhĩ Kỳ. Dân số thời điểm năm 2010 là 386 người.